# Aljaksandr Anjukevič
Aljaksandr Antonavič Anjukevič (in bielorusso Аляксандр Антонавіч Анюкевіч?; traslitterazione anglosassone: Alyaksandr Anyukevich; Hrodna, 10 aprile 1992) è un ex calciatore bielorusso, di ruolo difensore.

## Caratteristiche tecniche
Terzino sinistro, può giocare nello stesso ruolo anche sull'altra fascia.

## Carriera

### Club
Ha giocato nella prima divisione bielorussa.

### Nazionale
Ha giocato numerose partite con le varie nazionali giovanili bielorusse.

## Palmarès

### Club

#### Competizioni nazionali
- Coppa di Bielorussia: 1

Nëman: 2023-2024